# Pollenia mallochi
Pollenia mallochi este o specie de muște din genul Pollenia, familia Calliphoridae, descrisă de Blackith în anul 1991. Conform Catalogue of Life specia Pollenia mallochi nu are subspecii cunoscute.